# 伊比拉普阿
伊比拉普阿（葡萄牙語：Ibirapuã）是巴西巴伊亚州的一个市镇。总面积786.058平方公里，总人口7499人，人口密度9.5人/平方公里。